# Juksty
Juksty – jezioro w woj. warmińsko-mazurskim, w pow. mrągowskim, w gminie Mrągowo, na wschód od Mrągowa, leżące na terenie Pojezierza Mrągowskiego, w dorzeczu rzeki Guber.

## Dane morfometryczne
Powierzchnia zwierciadła wody według różnych źródeł wynosi od 298,5 ha do 330,1 ha.
Zwierciadło wody położone jest na wysokości 138,3 m n.p.m. Średnia głębokość jeziora wynosi 8,0 m, natomiast głębokość maksymalna 38,6 m.
W oparciu o badania przeprowadzone w 1992 roku wody jeziora zaliczono do II klasy czystości.

## Charakterystyka
Linia brzegowa jeziora jest rozwinięta, kilka niewielkich zatok; brzegi w większości wysokie, bezleśne.